# Entarquinament

Aigües carregades de llim s'uneixen a les aigües clares del riu Merced, a Califòrnia. El riu Merced fou “descobert” i batejat per Gabriel Moraga.

Entarquinament és el procés i el resultat de la precipitació de sòlids en suspensió (llim) arrosegats per aigües en moviment quan la velocitat de les aigües es redueix.
L'entarquinament pot tenir efectes negatius en canals, caixes d'aigua, distribuidors i construccions similars en els que hom cerca el pas d'un cabal d'aigua sense obstruccions afegides.
Hi ha altres casos en els que l'entarquinament pot ser molt beneficiós: De forma directa per aportació d'adobs naturals a un terreny agrícola, o de manera indirecta per elevació del propi terreny entarquinat (augmentant el volum i la profunditat del sòl conreable).

## Terminologia
El primer terme a considerar és “tarquim”, definit de forma prou clara i precisa: “Llot, solatge d'un dipòsit d'aigua o d'un lloc on ha passat una riuada”. La paraula està documentada des de molt antic i ha exemples de la seva vessant com a cosa no desitjada en les séquies.
L'equivalent castellà és “tarquín”, a vegades usat de forma metafòrica. També hi ha exemples valencians que associen "tarquim" amb quelcom enutjós i indesitjable.

### Terminologia internacional
Relacionades amb l'entarquinament hi ha una sèrie de tècniques semblants i termes relacionats en diversos idiomes. Un glossari internacional recollit en una obra especialitzada és el següent:
| Anglès                     | Català         | Castellà                          | Francès                   | Italià               | Alemany                               |
| -------------------------- | -------------- | --------------------------------- | ------------------------- | -------------------- | ------------------------------------- |
| Aggradation                | Al·luvionament | Agradación                        | Alluvionnement            | Alluvionamento       | Akkumulation, Aufschüttung, Aufhöhung |
| Accretion                  | Aterrament     | Aterramiento                      | Aterrissement             | Accumulo             | Anlandung                             |
| Silting-up, warping        | Entarquinament | Atarquinamiento, entarquinamiento | Envasement                | Interrimento         | Versandung                            |
| Alluvium, alluvial deposit | Al·luvió       | Aluvión                           | Alluvions, dépôt alluvial | Deposito alluvionale | Alluvium, Alluviale Ablagerung        |

L'anàlisi de la taula anterior, presentada en un document especialitzat en italià, i la seva comparació amb tractats tradicionals del segle xix i més moderns, demostra que la terminologia dels processos relacionats amb els entarquinaments (en totes les varietats) presenta algunes imprecisions.
- Alguns dels termes tradicionals no hi figuren: “Colmatage” (anglès i francès), “Colmata” (italià),...

## Entarquinaments indesitjables

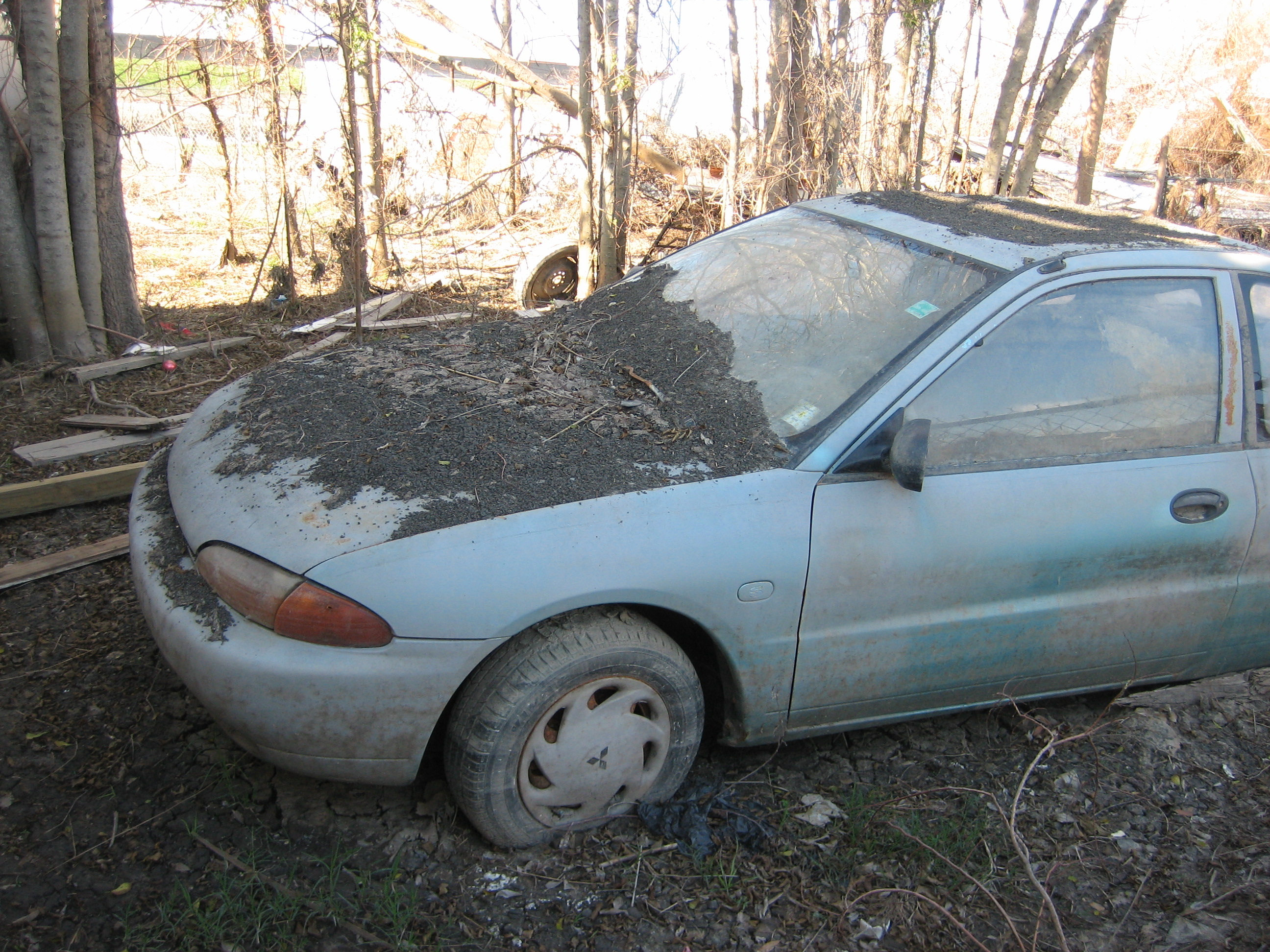
Terra arrossegada i dipositada en una riuada catastròfica.

El primer cas a considerar és el dels entarquinaments provocats per inundacions catastròfiques i similars. Per desgràcia són freqüents les imatges de zones urbanes afectades per una inundació. Les àrees de ciment i quitrà queden cobertes en molts casos d'una capa de fang, que no és altra cosa que el clàssic tarquim. Aquesta capa contrasta respecte de les superfícies originals i cal netejar-la per a tornar a la normalitat. En zones rural i sobre sól de terra, el contrast de la capa de tarquim és menys aparent, però pot ser igualment nociu.
Un segon cas d'entarquinament no desitjat és el de la precipitació de sòlids en canals, séquies i altres sistemes de transport i distribució d'aigües. L'objectiu d'aquestes infraestructures és el de conduir i distribuir un cert cabal d'aigua sense obstacles. Quan hi ha entarquinament la secció útil de la conducció es fa més petita i altera les condicions de projecte de la canalització. Cal netejar periòdicament les construccions i això suposa un cost de manteniment afegit. En el sentit anterior, és clar que aquesta mena d'entarquinament és indesitjable, encara que no es pugui evitar.

## Entarquinaments beneficiosos
Un dels exemple més antics i clàssics d'entarquinament beneficiós és el del riu Nil. Les crescudes anuals i les inundacions de les zones baixes provocaven un entarquinament que aportava sól (en quantitats inapreciables, aparentment) i adobava els camps, la qual cosa permetia una agricultura excepcionalment bona.
- c. 450 aC. Un exemple d'esment de l'entarquinament natural del Nil el trobem en Heròdot:[9][10][11][12]

| «                                                    | L'estat del sòl d'Egipte és així: primer, si hom hi navega, quan encara dista de terra un dia de ruta, si tira una sonda, en treurà fang, que trobarà en una profunditat d'onze braces. Això demostra que els efectes de la inundació (entarquinament) arriben fins aquí. | » |
| — Històries d'Heròdot. Llibre II, Euterpe. Pàgina 3. | |   |

### Entarquinaments artificials
Els entarquinaments artificials sorgiren imitant la natura.
En zones favorables de diferents països, generalment a les vores dels rius, es produïen inundacions anuals que deixaven alguns terrenys “enfangats” amb fang que havia aportat el riu. Quan s'assecava el fang, quedava un cert volum de sòl afegit al preexistent. I, molt sovint, aquest fenomen augmentava la fertilitat dels camps afectats.

#### Itàlia
Les paraules clau per a estudiar el present tema en italià són : "Colmata" i "bonifica per colmata". Que podrien traduir-se per : "Entarquinament" i "millora d'un sòl per entarquinament".
Hi ha moltes obres italianes del segle xix que tracten de l'entarquinament. Dels diversos tipus d'entarquinament: Entarquinament en zones de la plana, entarquinament en zones amb muntanyes,...
- 1873: Exposició de la "colmata".[15]
- 1901: Trattato della Bonifica Idraulica. Davide Bocci[14]
- 1989: Llibre modern que explica les “bonifiche per colmata”.[16]

#### França
La terminologia francesa està basada en els termes "limonage" i "colmatage".
Com en el cas anterior hi ha algunes obres franceses especialitzades del s.XIX.
- Descripció del "colmatage" (entarquinament).[17]
- "Colmatage" al riu Durance.[18]
- L'anomenat "terrement"[19]

#### Espanya i Portugal
- 1871. En els detalls del projecte aprovat de la dessecació de 3.426 Ha en una zona amb aiguamolls del Delta del Llobregat, hi ha la descripció de tàniques d'entarquinament.[20]
- 1884. Publicació d'una obra sobre sistemes de regadiu del reusenc i barceloní Andreu Llauradó i Fàbregas: "Tratado de aguas y riegos". Amb un capítol dedicat als entarquinaments.[21]